# Warnice
Warnice è un comune rurale polacco del distretto di Pyrzyce, nel voivodato della Pomerania Occidentale.
Ricopre una superficie di 85,86 km² e nel 2005 contava 3 603 abitanti.